# Коломойченко, Владимир Остапович
Владимир Остапович Коломойченко (1932, город Херсон — ?) — украинский советский деятель, фрезеровщик Херсонского комбайнового завода имени Петровского Херсонской области. Депутат Верховного Совета СССР 6-8-го созывов.

## Биография
Родился в семье рабочего. В 1949 году окончил семилетнюю школу в Херсоне.
В 1949—1951 годах — ученик фрезеровщика, фрезеровщик Херсонского комбайнового завода имени Петровского.
В 1951—1954 годах — служба в Советской армии.
С 1954 года — фрезеровщик Херсонского комбайнового завода имени Петровского Херсонской области. Ударник коммунистического труда, рационализатор.
Член КПСС с 1960 года.
В 1964 году окончил вечернюю среднюю школу рабочей молодежи в Херсоне.
В 1970 году без отрыва от производства окончил Одесский технологический институт имени Ломоносова .

## Награды
- орден Ленина
- медаль "За доблестный труд. В ознаменование 100-летия со дня рождения Владимира Ильича Ленина " (1970)
- медали
- знак «Отличник социалистического соревнования УССР»